# باول ماورر
باول ماورر (بالألمانية: Paul Maurer)‏ (22 مايو 1996 في ألمانيا - ) هو لاعب كرة قدم ألماني في مركز جناح ‏. لعب مع إنيرجي كوتبوس.

## وصلات خارجية
- باول مورر على موقع قاعدة بيانات كرة القدم.إي يو (الإنجليزية)
- باول مورر على موقع Soccerway.com (الإنجليزية)
- باول مورر على موقع عالم كرة القدم.نت (الإنجليزية)